# Halsstreifenmanguste
Die Halsstreifenmanguste (Urva vitticollis, Synonym: Herpestes vitticollis) ist eine Raubtierart aus der Familie der Mangusten (Herpestidae). Sie kommt im südlichen Indien und auf Sri Lanka vor. Ihren Namen verdankt sie den auffälligen dunklen Halsstreifen.

## Merkmale
Halsstreifenmangusten sind relativ große Mangusten mit charakteristischen, langen Deckhaaren und einem auffälligen, schwarzen Halsstreifen auf beiden Körperseiten. Sie erreichen ausgewachsen eine Kopfrumpflänge von rund 50 cm und eine Schwanzlänge von rund 30 cm. Dabei sind Tiere vom indischen Festland im Schnitt etwas größer als Vertreter auf Sri Lanka. Auf dem Festland wiegen Männchen bis 3,4 kg, Weibchen bis 2,7 kg. Auf Sri Lanka liegen die Höchstgewichte bei 3,1 kg (Männchen) beziehungsweise 1,7 kg (Weibchen). Der Kopf ist eisengrau bis rötlichbraun, die Vorderpartie ist rötlich-gelb, dabei braun meliert, die Hinterpartie eher orange-rot. Die Unterseite ist insgesamt eher gelblich, die Füße dagegen rötlichbraun, die Schwanzspitze ist schwarz. Das Gebiss besteht aus 40 Zähnen.
Zahnformel:
{\displaystyle {I3\cdot C1\cdot P4\cdot M2 \over I3\cdot C1\cdot P4\cdot M2}}

## Unterarten
Man unterscheidet zwei Unterarten der Halsstreifenmanguste:
- U. v. vitticollis (Bennett, 1835) - Südwestliches Indien und Sri Lanka
- U. v. inornatus (Pocock, 1941) - Westliches Indien (Karnataka)

## Verbreitung und Lebensraum

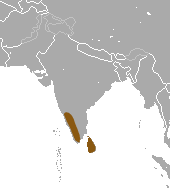
Verbreitungsgebiet der Halsstreifenmanguste

Die Halsstreifenmanguste kommt in einem recht kleinen Verbreitungsgebiet im südwestlichen Indien und auf der Insel Sri Lanka vor. Die Art bewohnt immergrüne und laubabwerfende Wälder. Man findet sie auch in sumpfigen Gebieten und entlang von Flussläufen, außerdem in Plantagen und Buschgebieten. Auf Sri Lanka scheint sie auch Trockenwälder der tieferen Lagen zu besiedeln. Man sieht die Halsstreifenmanguste selten in der Nähe von Siedlungen oder in intensiver kultivierten Landstrichen. Im Gebirge ist sie bis auf eine Höhe von 2133 m nachgewiesen.
Die Halsstreifenmanguste ist in ihrem recht beschränkten Verbreitungsgebiet noch weit verbreitet und vermutlich in größeren Populationszahlen vorhanden. Auch kommt sie in verschiedenen Schutzgebieten vor. Die Art wird daher von der IUCN als nicht gefährdet ("Least Concern") eingestuft. In Indien ist sie in den nördlichen Teilen des Verbreitungsgebietes seltener zu finden als im Süden. Am häufigsten ist sie hier in Kerala, auf den Nilgiri- und Palani-Plateaus, sowie in den Meghamalai- und Annamalai-Bergen. In Sri Lanka scheint sie in den Berg- und Hügelländern noch recht häufig zu sein. Auch im Süden im Bereich des Menik-Ganga-Flusses (Moneragala-Distrikt) und im Kalutara-Distrikt ist sie noch nicht selten. Allerdings scheinen insbesondere die Bestände auf Sri Lanka rückläufig zu sein. Neben der direkten Bejagung zur Pelz- und Fleischgewinnung ist die Halsstreifenmanguste vor allem durch Lebensraumzerstörungen bedroht.

## Lebensweise

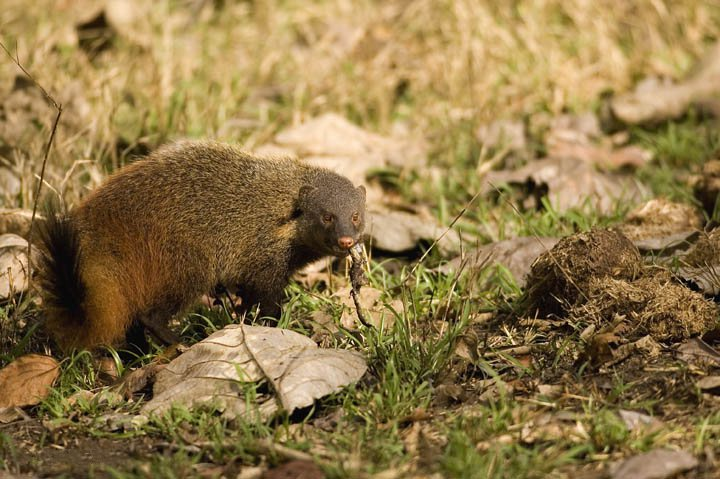
Halsstreifenmanguste im Nagarhole-Nationalpark, Südindien

Über die Lebensweise und Ökologie der Halsstreifenmanguste ist wenig bekannt. Die Tiere scheinen vorwiegend tagaktive Einzelgänger zu sein. Bisweilen treten sie allerdings paarweise auf. Sie ernähren sich vielfältig von Kleinsäugern, Vögeln, Eiern, Reptilien, Insekten und pflanzlicher Kost, wie etwa Wurzeln. Auch Krustentiere, Frösche und Fische könnten zur Nahrung zählen, da man die Tiere häufiger an Gewässern jagen sieht. Daneben fressen Halsstreifenmangusten auch Aas von größeren Tieren und man hat sie beim Verzehr von Sambarhirschen beobachtet. Über das Fortpflanzungsverhalten ist wenig bekannt. Ein Wurf besteht vermutlich aus zwei bis drei Jungen, die anfangs wohl in Unterschlüpfen wie Felsspalten versteckt werden.